# Pelican Creek (Yellowstone Lake)
Der Pelican Creek ist ein etwa 56 km langer Zufluss des Yellowstone Lake und damit Nebenfluss des Yellowstone River im Nordwesten des US-Bundesstaates Wyoming. Er fließt auf seiner gesamten Länge durch den Yellowstone-Nationalpark. Benannt wurde er nach den am Fluss lebenden Nashornpelikanen (Pelecanus erythrorhynchos).

## Verlauf
Der Pelican Creek entspringt in den nördlichen Sulphur Hills auf dem östlichen Hochplateau des Yellowstone-Nationalparks im Park County auf einer Höhe von etwa 2680 m. Er fließt zunächst nach Nordwesten, später nach Südwesten und schließlich in stark mäandrierendem Verlauf nach Süden. Westlich des Pelican Cone passiert der Fluss mehrere Thermalquellen und erreicht bald das Pelican Valley, wo mit dem Raven Creek von links der längste Nebenfluss hinzufließt. Hier wendet sich der Fluss nach Südwesten und verläuft mit zahlreichen Mäandern durch das Tal. Er erhält beidseitig zahlreiche namenlose Zuflüsse. Der Pelican Creek wendet sich erneut nach Westen und passiert die Vermillion Springs, bevor er sich endgültig nach Südwesten wendet und die von der Pelican Creek Bridge überquerte East Entrance Road (U.S. Highway 14) unterquert. Nach etwa 56 km mündet der Fluss auf einer Höhe von 2358 m auf der Grenze zum Teton County östlich von Fishing Bridge in den nördlichsten Teil des Yellowstone Lake. Nur etwa 2 km nordwestlich der Mündung entwässert der Yellowstone Lake über den Yellowstone River nach Norden ins Hayden Valley. Der Pelican Creek Trail folgt einem Großteil des Flussverlaufs.

## Hydrologie
Der Pelican Creek ist als Zufluss des Yellowstone Lake Teil des Einzugsgebietes des Yellowstone River, der über Missouri und Mississippi in den Golf von Mexiko entwässert. Das Einzugsgebiet des Pelican Creek umfasst ein Areal von etwa 176 km² und grenzt an die Einzugsgebiete von Lamar River und Cold Creek im Osten, Sedge Creek im Süden, Sour Creek im Westen sowie Broad Creek im Norden. Der Pelican Creek ist nach dem Yellowstone River der zweitgrößte Zufluss des Yellowstone Lake.

## Galerie

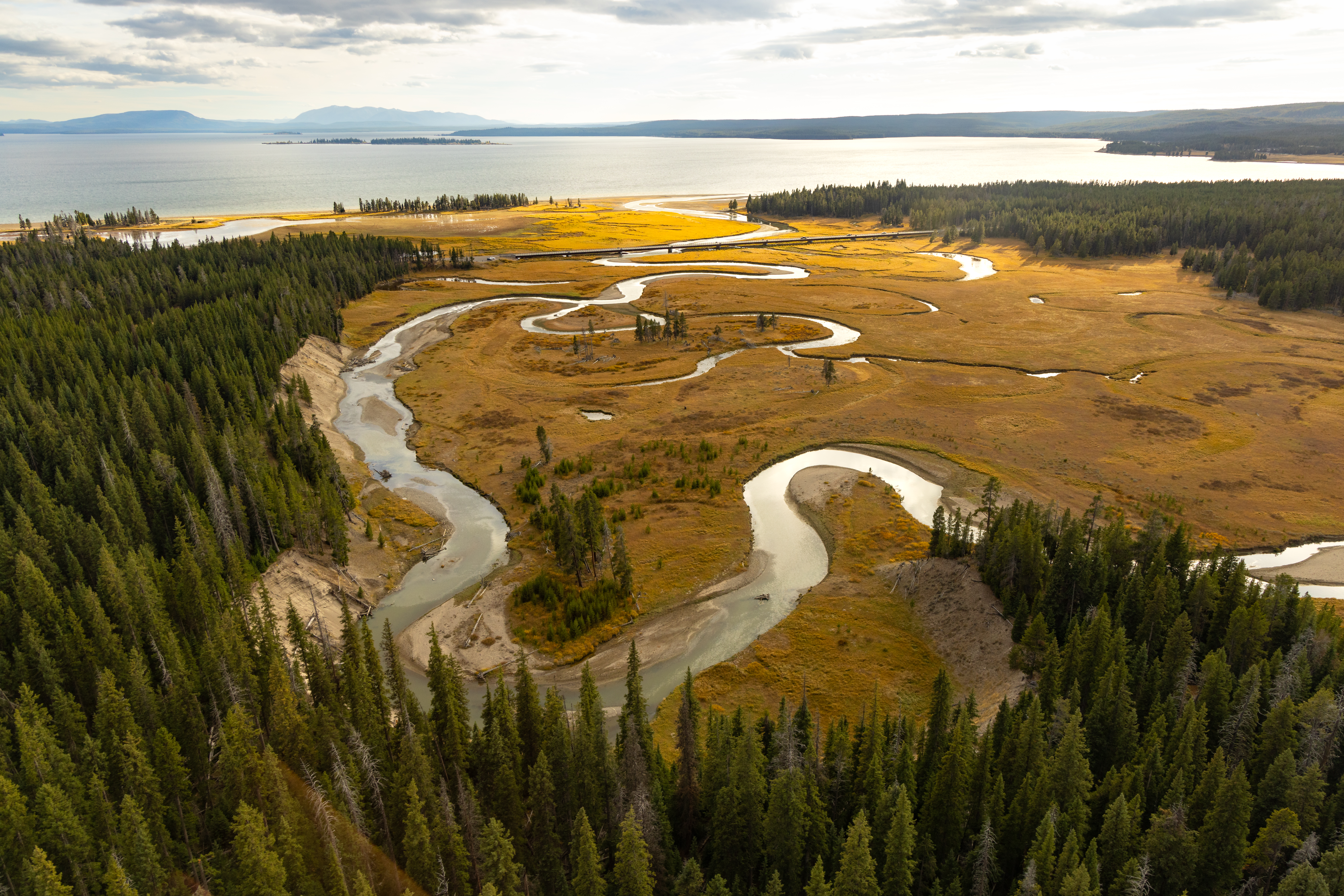
Unterlauf des Flusses im Pelican Valley
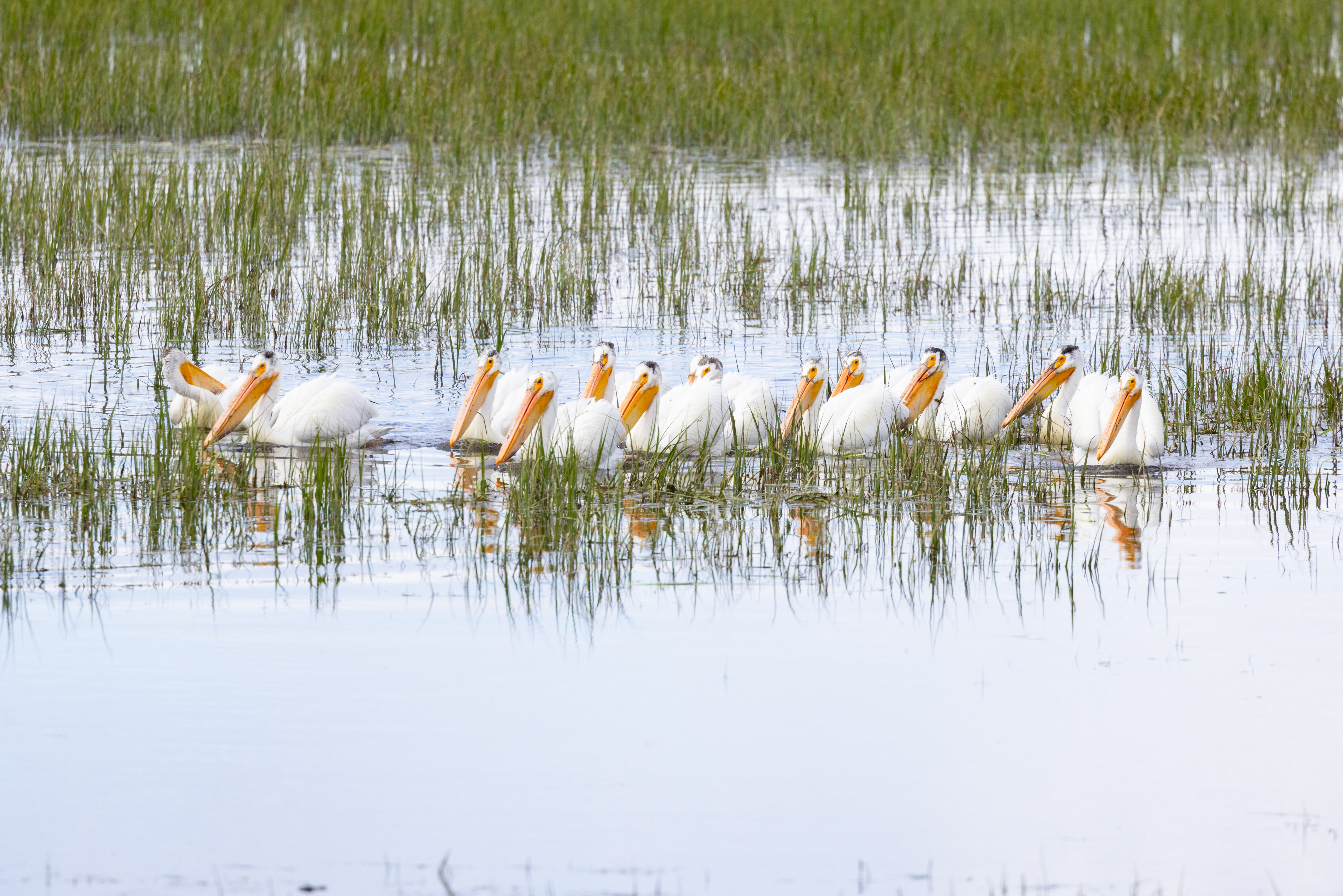
Nashornpelikane am Pelican Creek
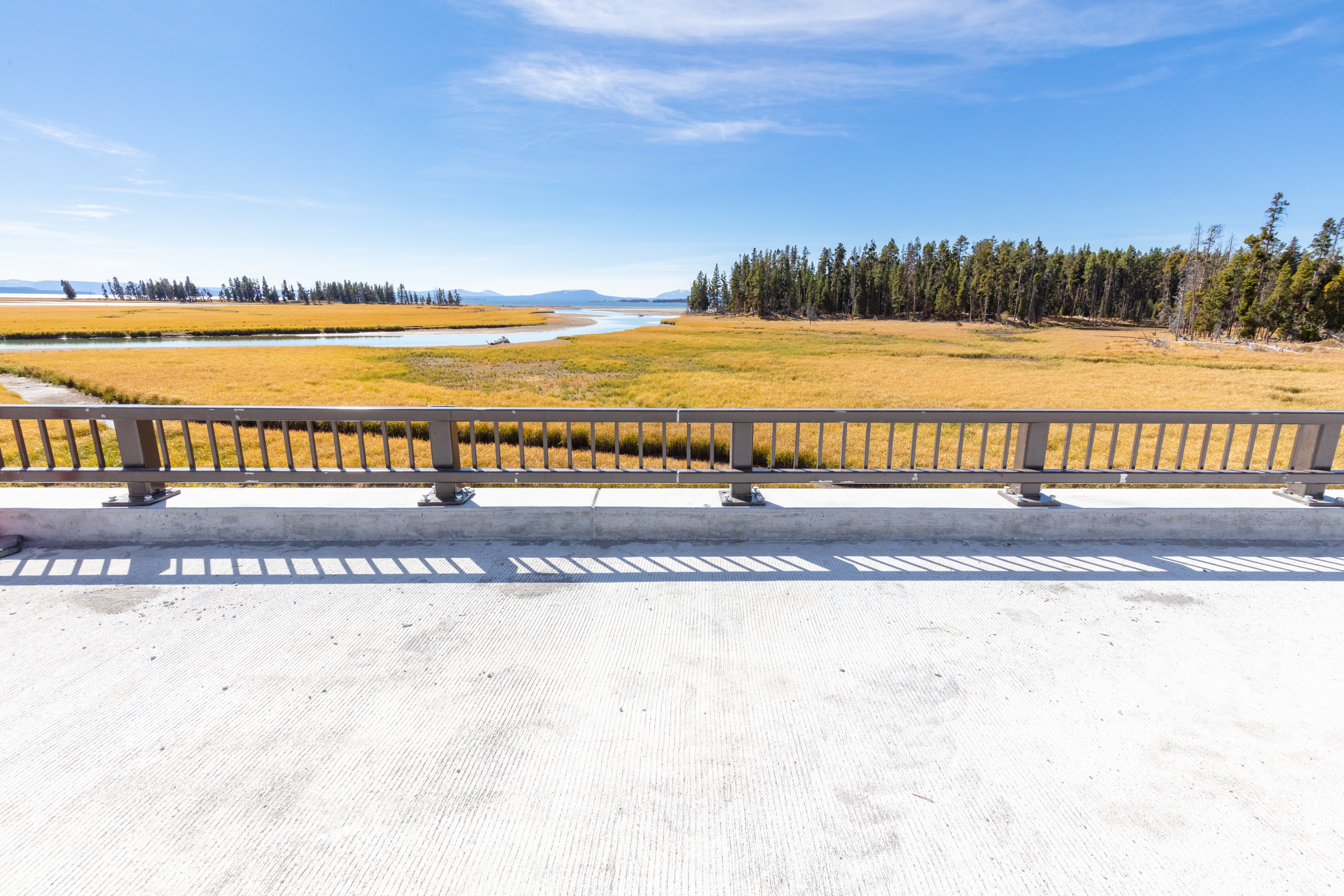
Blick von der Pelican Creek Bridge auf den Pelican Creek
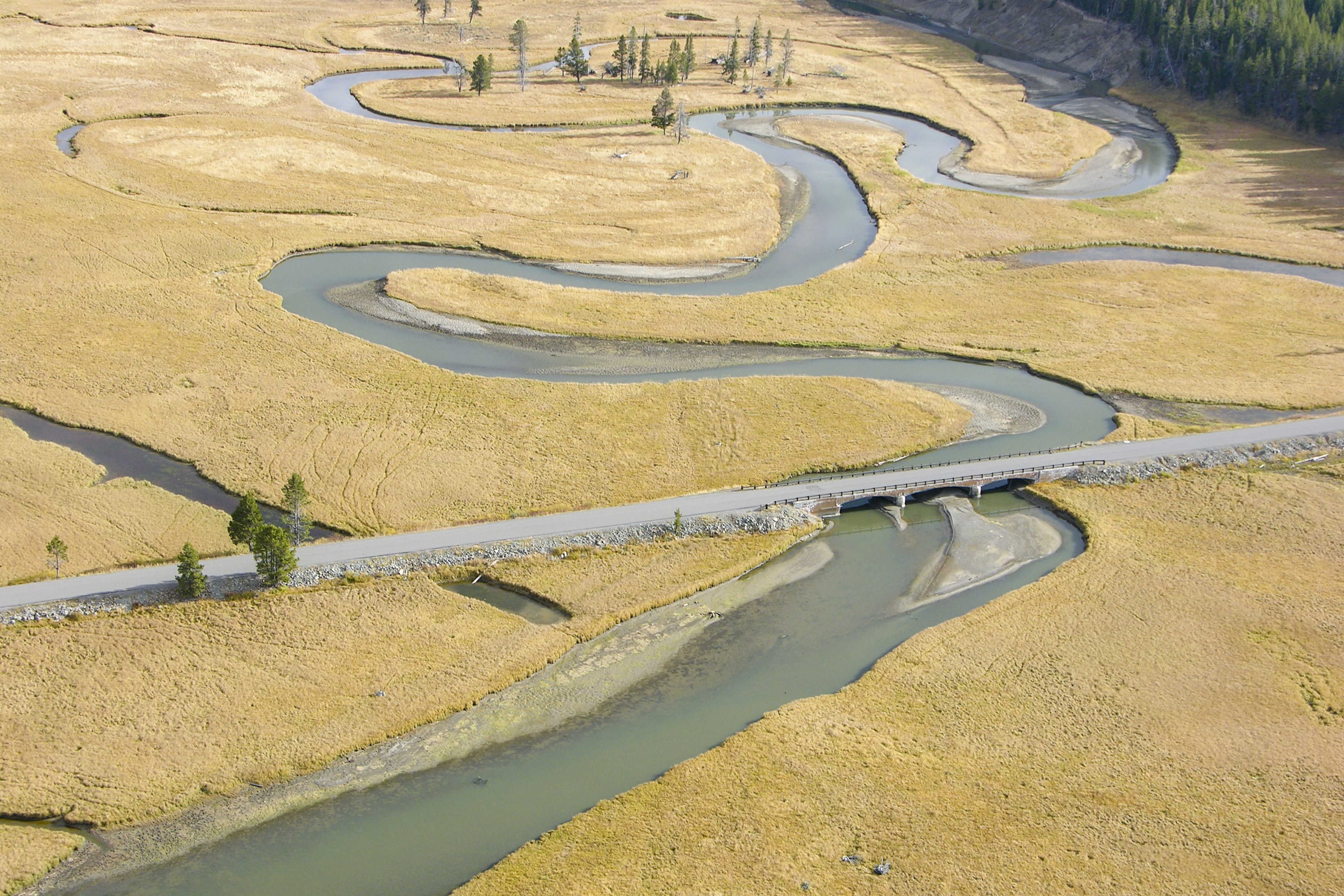
Pelican Creek mit der Pelican Creek Bridge
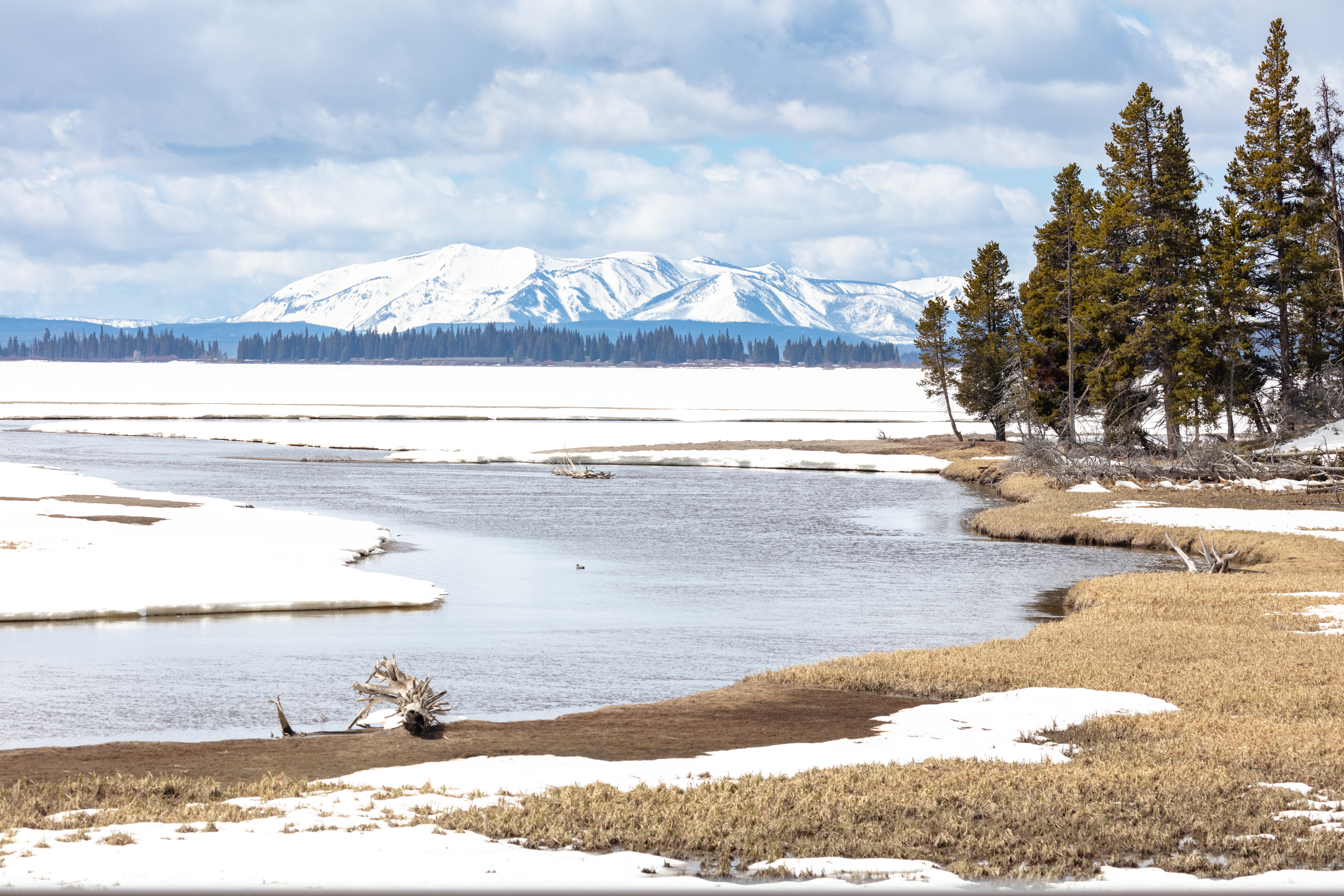
Pelican Creek vor den Red Mountains

## Belege
1. ↑  Pelican Creek (Yellowstone Lake). In: Geographic Names Information System. United States Geological Survey, United States Department of the Interior (englisch).